# غلثى أنبوبية الشكل
غلثى أنبوبية الشكل (الاسم العلمي:Caralluma tubiformis) هي نوع غير مؤكد من النباتات تتبع جنس الغلثى من الفصيلة الدفلية.